# Psematismenos
Psematismenos (gr. Ψεματισμένος) – wieś w Republice Cypryjskiej, w dystrykcie Larnaka. W 2011 roku liczyła 271 mieszkańców.